# Coanácoch
Coanácoch o Coanacochtzin (¿? - ¿1525?) fue tlatoani de Tetzcuco, ciudad que formaba parte de la Triple Alianza, con Tenochtitlan y Tlacopan. Fue hijo de Nezahualpilli, y nieto de Nezahualcóyotl. Tuvo numerosos hermanos entre ellos Tetlahuehuezquititzin, Netzahualquentzin, Tecpacxochitzin, Tecocoltzin, Huaxpitzcactzin, Cacamatzin -su antecesor y fuerte opositor a los conquistadores españoles-, e Ixtlilxóchitl -quien ambicionaba la gobernación de Tetzcoco, motivo por el cual se alió a Hernán Cortés-.

## Biografía
Cacamatzin era quien ocupaba el puesto de tlatoani de Tetzcuco en 1519, cuando los conquistadores españoles fueron recibidos en México-Tenochtitlan por Moctezuma Xocoyotzin. A principios de 1520, Cacamatzin, junto con otros nobles, se rebeló en contra de Hernán Cortés, pero fue hecho prisionero al tener Cortés el apoyo de Moctezuma. Cortés propuso como sucesor al trono de Tetzcuco a Cuicuitzca, quien se encontraba enemistado con Cacamatzin y se acogía desde hacía tiempo bajo la protección de Moctezuma. Cuicuitzca fue incluso bautizado por el rito cristiano como Marcos. Tras el alzamiento mexica de la Noche Triste, Cuicuitzca huyó del campamento español en Tlaxcala y regresó a Tetzcuco, pero allí fue juzgado como traidor y ejecutado por orden de los mexicas. Le sucedió al mando Coanácoch.
Casi un año más tarde, la ciudad de Tetzcuco fue invadida por españoles y tlaxcaltecas al mando de Cortés y Chichimecatecuhtli poco antes del inicio del sitio de Tenochtitlan, momento en que Coanacoch huyó con los mexicas y se reunió con su alto mandatario Cuauhtémoc. Otro de sus hermanos, Tecocoltzin, fue erigido tlatoani tetzcucano con el apoyo de los españoles y de los enemigos internos de Coanácoch. Tras la derrota final, el 13 de agosto de 1521, Coanácoch fue hecho prisionero. Durante este tiempo, Tecocoltzin murió y fue sucedido por otro hermano más, Ixtlilxóchitl, bautizado a la fe cristiana con el nombre de Fernando Cortés.
De acuerdo con la crónica de Diego López de Cogolludo, el 28 de febrero de 1525, durante la excursión que realizó Cortés en persecución de Cristóbal de Olid a Hibueras, Coanácoch murió ahorcado en compañía del huey tlatoani de Tenochtitlan Cuauhtémoc y del tlatoani de Tlacopan Tetlepanquetzaltzin, esta ejecución se debió a la sospecha de una conspiración en contra de los españoles.